# Понте Санта Луча (Перуђа)
Понте Санта Луча је насеље у Италији у округу Перуђа, региону Умбрија.
Према процени из 2011. у насељу је живело 60 становника. Насеље се налази на надморској висини од 496 м.